# Psilopogon lagrandieri
Psilopogon lagrandieri е вид птица от семейство Megalaimidae.

## Разпространение
Видът е разпространен във Виетнам, Камбоджа и Лаос.